# حمام گذر نو
حمام گذر نو مربوط به دوره قاجار است و در کاشان، پانخل، ابتدای راسته بازار گذر نو واقع شده و این اثر در تاریخ ۲۴ اسفند ۱۳۸۳ با شمارهٔ ثبت ۱۱۵۷۴ به‌عنوان یکی از آثار ملی ایران به ثبت رسیده است.